# Ožujsko pivo
Ožujsko pivo svijetlo je pivo koje proizvodi Zagrebačka pivovara. Proizvodi se od vode, hmelja, ječma i kvasca i sadrži 5 % alkohola. Ožujsko je 2009. godine[provjeriti!] bilo najprodavanije pivo u Hrvatskoj, s tržišnim udjelom od 40 %.
Receptura i brend Ožujskog piva potekli su iz pivovare Lobe iz Nove Gradiške.

## Povijest
Ožujsko pivo potječe iz pivovare Lobe iz Nove Gradiške. Nju je osnovao Požežanin Dragutin Lobe (Požega 1833. – Nova Gradiška, 1924.) nakon što se 1851. iz Požege preselio u Novu Gradišku. Pivovara je u početku zapošljavala oko 60 radnika te je uspješnim poslovanjem 1873. godine došlo do njene modernizacije i povećanja proizvodnog kapaciteta te je od tada bila prva pivovara u Hrvatskoj na parni pogon. Pivovara se u to vrijeme nalazila na području sadašnje novogradiške Osnovne škole Ljudevit Gaj.
Daljnjim širenjem u sklopu pivovare Lobe otvorena su dodatna skladišta piva u Požegi, Banjoj Luci i Zagrebu te lokal u Masarykovoj ulici u Zagrebu. Početkom 20. stoljeća počinje proizvodnja Ožujskog piva te pivovara Lobe počinje ulagati kapital u razvoj Zagrebačke dioničke pivovare i tvornice slada (danas Zagrebačka pivovara). Lobe je uz pivovaru u Novoj Gradiški sagradio i hotel Erherzog Carl.[nedostaje izvor]
Poslovanje pivovarom Lobe s vremenom je preuzeo Dragutinov sin Miroslav Lobe (1861. – 1939.) pod čijim je vodstvom pivovara još više napredovala. Pivovara je na vrhuncu poslovanja proizvodila do 8.000 hektolitara piva godišnje. Nakon Miroslavove smrti pivovara je postala podružnica Zagrebačke dioničke pivovare i tvornice slada, 1943. godine je ugašena te su strojevi proizvodnog pogona prebačeni u današnje Zagrebačku i Karlovačku pivovaru. Zbog neprepoznatosti značaja pivovare i njenog naslijeđa od sredine 20. stoljeća do danas je izbrisan gotovo svaki trag nekada velebne pivovare Lobe.[nedostaje izvor]
Ožujsko pivo u pivovari Lobe, a kasnije i u Zagrebačkoj pivovari, proizvodi se od početka 20. stoljeća. Točna godina početka proizvodnje u pivovari Lobe nije poznata; 1892. godina na današnjoj etiketi označava godinu osnutka Zagrebačke pivovare a ne početka proizvodnje Ožujskog piva.[nedostaje izvor]  Ime je dobilo po mjesecu ožujku u kojem se je tradicionalno proizvodilo najbolje pivo.
Ožujsko je najprodavanije pivo u Hrvatskoj s tržišnim udjelom od 40 %. Među potrošačima poznata je i pod nadimkom Žuja. Ožujsko pivo na tržištu se nalazi u staklenim bocama od 0,25, 0,33 i 0,5 litara, plastičnim bocama od 1 i 2 litre, limenkama od 0,33 i 0,5 litara i u bačvama od 30 i 50 litara.

## Vanjske poveznice
- Službene stranice Zagrebačke pivovare  Arhivirana inačica izvorne stranice od 9. svibnja 2009. (Wayback Machine)
- Službene stranice Ožujskog piva
- Lobe, Dragutin Hrvatska tehnička enciklopedija, portal hrvatske tehničke baštine. LZMK